# 平野原送信所
平野原送信所（ひらのはらそうしんじょ）は埼玉県さいたま市桜区道場の鴨川近くに所在する、埼玉県の地上デジタルテレビジョン放送およびFMラジオ放送を送信する高さ約173mの電波塔（送信所）である。周辺地域では「新開タワー（しびらきタワー ）」とも呼ばれる。正式名称は「NHK平野原FM放送所」と「テレビ埼玉・浦和テレビ送信所」である。さいたま市内で最も高い建築物となっている。電波塔は特徴的なロケットの形である。
テレビ埼玉は、埼玉県南部、県央地域、東部、利根地域、東京23区・多摩地域の北部、千葉県北西部、茨城県南西部および栃木県南部、群馬県南部を放送エリアとしてカバーしている。
当項目では近接するNHK新開ラジオ放送所についても記述する。

## 沿革
- 1970年（昭和45年）
  - 7月 - 着工[5]。施工は宮地建設工業（現・宮地エンジニアリング）および横河橋梁製作所（現横河ブリッジ）が行なった[5]。
  - 12月 - 「日本放送協会浦和FM局控柱式150m鉄塔[5]」として完成。完成当初の高さは170 m（塔本体150 m・アンテナ部20 m）であった[5]。
- 1971年（昭和46年）3月26日 - NHK浦和放送局（現・NHKさいたま放送局）のFM放送（JOLP-FM）が開局（現在は5 kW出力）[6] 。
- 1979年（昭和54年）4月1日 - テレビ埼玉（テレ玉、TVS）のアナログ放送（JOUS-TV）が開局（映像5 kW・音声1.25 kW出力）。
- 1988年（昭和63年）10月31日 - エフエム埼玉（エフエムナックファイブの旧社名）が開局（JODV-FM）（当時は5kW出力）。
- 1998年（平成10年）6月 - エフエムナックファイブの送信所が比企郡都幾川村（現・ときがわ町）の飯盛峠に移転。本送信所は予備送信所（許容出力4 kW）に移行。
- 2005年（平成17年）12月1日 - テレビ埼玉のデジタル放送（JOUS-DTV）が開局（現在は500 W出力）。
- 2011年（平成23年）7月24日 - 正午でテレビ埼玉のアナログ放送を終了、この日をもって廃止。

## 地上デジタルテレビジョン放送送信設備
各局の放送設備（送信機）の概要は以下の通りである。
| リモコン キーID | 放送局名      | コールサイン | 物理 チャンネル | 空中線電力 | 実効輻射電力 | 放送対象地域 | 放送区域 内世帯数 |
| --------------- | ------------- | ------------ | --------------- | ---------- | ------------ | ------------ | ----------------- |
| 3               | TVSテレビ埼玉 | JOUS-DTV     | 32              | 500W       | 5.8 kW       | 埼玉県       | 約335万世帯       |

- テレビ埼玉のみ使用している。送信所の受信エリアでは日本放送協会（NHK）と民放キー局は東京スカイツリー（東京都墨田区）[8]の放送エリアの目安となる。
- テレビ埼玉は2005年（平成17年）8月3日未明に、同局放送終了後の数時間に渡って初めて映像・音声なし電波を発射。11月25日に本免許が交付[9]され同日より映像・音声付きの電波を発射、11月28日からのアナログ放送とのサイマル放送を経て12月1日に正式に開局となった。

### 電波法による放送区域
埼玉県
さいたま市、川越市、川口市、所沢市、東松山市、春日部市、狭山市、鴻巣市、上尾市、草加市、越谷市、蕨市、戸田市、入間市、朝霞市、志木市、和光市、新座市、桶川市、久喜市、北本市、八潮市、富士見市、ふじみ野市、三郷市、蓮田市、坂戸市、幸手市、鶴ヶ島市、吉川市、白岡市、南埼玉郡、北葛飾郡の全域
熊谷市、行田市、飯能市、加須市、羽生市、北足立郡、入間郡、比企郡、大里郡の一部地域
東京都
清瀬市の全域
北区、板橋区、豊島区、足立区、文京区、練馬区、葛飾区、東村山市、西東京市、東久留米市、武蔵村山市の一部地域
千葉県
野田市の全域
流山市、松戸市、柏市の一部地域
茨城県
坂東市、猿島郡、古河市の一部地域

## 地上アナログテレビジョン放送送信設備
| チャンネル | 放送局名       | コールサイン | 空中線電力            | 実効輻射電力           | 放送対象地域 | 放送区域 内世帯数 | 開局日                   |
| ---------- | -------------- | ------------ | --------------------- | ---------------------- | ------------ | ----------------- | ------------------------ |
| 38-        | TVS テレビ埼玉 | JOUS-TV      | 映像5 kW/ 音声1.25 kW | 映像58 kW/ 音声14.5 kW | 埼玉県       | 不明              | 1979年（昭和54年）4月1日 |

- 正式な局名は、浦和送信所[11]。
- テレビ埼玉のみ使用していた。
- 開局当初の1979年（昭和54年）より水平偏波[要出典]で発射し、テレビ埼玉公式サイトの全体のエリアマップでは埼玉県のほか、東京都、神奈川県、千葉県、茨城県などの一部が放送エリアの目安になっていた[11]。
- -10kHzオフセットあり[10]。

## FMラジオ放送送信設備
各局の放送設備（送信機）の概要は以下の通りである。
| 周波数 （MHz） | 放送局名       | コールサイン | 空中線電力 | 実効輻射電力 | 放送対象地域 | 放送区域 内世帯数 |
| -------------- | -------------- | ------------ | ---------- | ------------ | ------------ | ----------------- |
| 85.1           | NHK さいたまFM | JOLP-FM      | 5 kW       | 41 kW        | 埼玉県       | -                 |

- 正式な局名は、平野原FM放送所。
- 現在は、NHKさいたま放送局のみ使用している。1971年（昭和46年）3月26日より浦和放送局（当時）が放送を開始し、埼玉県を中心に届くようになっている。
- エフエムナックファイブ（NACK5）も、開局当初は当送信所から放送していた。しかし受信環境の悪かった埼玉県北部地域[13][14]の環境改善や、新中継局を設置するに必要な周波数が不足していたことを理由に、1998年（平成10年）6月より飯盛送信所（比企郡ときがわ町）に移転した。送信所移転後も不定期に放送終了後の減力放送（4kW）による試験放送など、予備送信所として使用していたが、その後廃止された。

## 新開ラジオ放送所
平野原送信所から南東約500mのところにもう一つ鉄塔が設置されているが、これはNHKラジオ第1・第2放送共用の予備送信所（新開ラジオ放送所：出力10 kW）である。菖蒲久喜ラジオ放送所（久喜市）からの送信ができないときに使用される。通常でも年数回、菖蒲久喜ラジオ放送所で大掛かりなメンテナンスが行われる際の減力放送時に運用されている（原則・月曜と火曜日の午前1:00 - 5:00）。0:59頃の放送告知のアナウンスで「ただいまから東京第一放送は、通常の300 kWから10 kWに切り替えて放送します」が流れていれば、ここから送信されることになる。
- NHK新開ラジオ放送所
- 送信所建屋

## ロケーション
鴨川の東側堤防の水田地帯に平野原送信所と新開ラジオ放送所がそれぞれ立地しており、平野原送信所は地固め（底上げ）がなされている。土手を越えると住宅街と小規模な工場が密集している。平野原送信所近くの「ファミリーマートさいたま町谷四丁目店」に隣接したさいたま市都市計画道路町谷・本太線とそれに続く市道（裏門通り）は、新大宮バイパスと交差し、NHKさいたま放送局・エフエムナックファイブ（旧本社ビル跡）・テレビ埼玉局舎に近い浦和区常盤の国道17号「県庁第2庁舎交差点」までほぼ東西に一直線となっている。
施設周辺は夜になると街灯がなく人通りも極端に少ないため、不法投棄監視を目的としたさいたま市の監視車両による巡回が不定期に行われている。なお、国土地理院地図閲覧サービス（ウォッちず）から閲覧できる電子国土基本図では、本施設は「電波塔」ではなく「高塔」として記載されており、新開ラジオ放送所の記載がない（2万5000分の1地図情報では、両者とも電波塔として記載されている）。

### 交通アクセス
平野原送信所
- 国際興業バス「桜区役所」バス停下車。プラザウエスト南口から鉄塔に向かって徒歩10分ほど。
- さいたま市コミュニティバス「町谷4丁目」バス停下車。北方向へ100mほど進んだ所に三差路があり、鉄塔に方角を向けた道路に入ると土手に出る。
- 西浦和駅からは、志木街道のファミリーマートさいたま田島九丁目店がある交差点を北へ右折してさいたま市立新開小学校へ向かう（徒歩20分程度）。同小学校裏の公道が鴨川土手に面している。鉄塔のある北方向へ徒歩5分。
- 平野原送信所と新開ラジオ放送所は徒歩15分程度離れている。

新開ラジオ放送所
- 浦和ゴルフ倶楽部クラブハウスの裏手、秋ヶ瀬霊園隣りに所在。
- 国際興業バス「さくら草公園」バス停下車、鴨川堤防沿いから浦和ゴルフ倶楽部方面へ向かい徒歩10分程度。
- 西浦和駅からは新開小学校手前の小さな十字路を左折し、道なりに進むと土手に着く。そこから障害者支援施設しびらきの建物を通り、徒歩約20分。